# Fotbalista roku (Rusko)

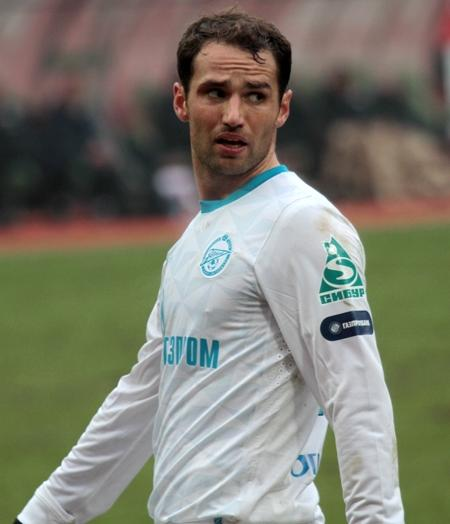
Roman Širokov, vítěz za rok 2013 (dle Futbol)

V Rusku je ocenění Fotbalista roku udělováno každoročně od roku 1991 sportovními novinami Sport-Express a Futbol (nezávisle na sobě). Vítěz je honorován na konci každé sezóny ruské Premier Ligy. Ocenění navazují na Fotbalistu roku Sovětského svazu.

## Přehled vítězů

### Sport-Express
Zdroj:
| Rok       | Hráč                       | Klub             |
| --------- | -------------------------- | ---------------- |
| 1991      | Igor Kornějev              | CSKA Moskva      |
| 1992      | Igor Leďachov              | Spartak Moskva   |
| 1993      | Viktor Onopko              | Spartak Moskva   |
| 1994      | Igor Simutěnkov            | Dynamo Moskva    |
| 1995      | Ilja Cymbalar              | Spartak Moskva   |
| 1996      | Andrej Tichonov            | Spartak Moskva   |
| 1997      | Dmitrij Aleničev           | Spartak Moskva   |
| 1998      | Jegor Titov                | Spartak Moskva   |
| 1999      | Alexej Smertin             | Lokomotiv Moskva |
| 2000      | Jegor Titov                | Spartak Moskva   |
| 2001      | Ruslan Nigmatullin         | Lokomotiv Moskva |
| 2002      | Dmitrij Loskov             | Lokomotiv Moskva |
| 2003      | Dmitrij Loskov             | Lokomotiv Moskva |
| 2004      | Dmitrij Syčev              | Lokomotiv Moskva |
| 2005      | Daniel da Silva Carvalho   | CSKA Moskva      |
| 2006      | Andrej Aršavin             | Zenit Petrohrad  |
| 2007      | Konstantin Zyrjanov        | Zenit Petrohrad  |
| 2008      | Vágner Love                | CSKA Moskva      |
| 2009      | Alejandro Damián Domínguez | Rubin Kazaň      |
| 2010      | Daniel Miguel Alves Gomes  | Zenit Petrohrad  |
| 2011      | Seydou Doumbia             | CSKA Moskva      |
| 2012/2013 | Igor Akinfejev             | CSKA Moskva      |
| 2013/2014 | nebyla udělena             | nebyla udělena   |
| 2014/2015 | Hulk                       | Zenit Petrohrad  |
| 2015/2016 | Fjodor Smolov              | FK Krasnodar     |
| 2016/2017 | Fjodor Smolov              | FK Krasnodar     |
| 2017/2018 | Fjodor Smolov              | FK Krasnodar     |
| 2018/2019 | Arťom Dzjuba               | Zenit Petrohrad  |
| 2019/2020 | Arťom Dzjuba               | Zenit Petrohrad  |
| 2020/2021 | Sardar Azmun               | Zenit Petrohrad  |
| 2021/2022 | Claudinho                  | Zenit Petrohrad  |
| 2022/2023 | / Malcom                   | Zenit Petrohrad  |
| 2023/2024 | Konstantin Ťukavin         | Dynamo Moskva    |

### Futbol
| Rok  | Hráč                       | Klub             |
| ---- | -------------------------- | ---------------- |
| 1992 | Viktor Onopko              | Spartak Moskva   |
| 1993 | Viktor Onopko              | Spartak Moskva   |
| 1994 | Igor Simutěnkov            | Dynamo Moskva    |
| 1995 | Ilja Cymbalar              | Spartak Moskva   |
| 1996 | Andrej Tichonov            | Spartak Moskva   |
| 1997 | Dmitrij Aleničev           | Spartak Moskva   |
| 1998 | Jegor Titov                | Spartak Moskva   |
| 1999 | Alexej Smertin             | Lokomotiv Moskva |
| 2000 | Jegor Titov                | Spartak Moskva   |
| 2001 | Ruslan Nigmatullin         | Lokomotiv Moskva |
| 2002 | Dmitrij Loskov             | Lokomotiv Moskva |
| 2003 | Dmitrij Loskov             | Lokomotiv Moskva |
| 2004 | Dmitrij Syčev              | Lokomotiv Moskva |
| 2005 | Daniel da Silva Carvalho   | CSKA Moskva      |
| 2006 | Andrej Aršavin             | Zenit Petrohrad  |
| 2007 | Konstantin Zyrjanov        | Zenit Petrohrad  |
| 2008 | Jurij Žirkov               | CSKA Moskva      |
| 2009 | Alejandro Damián Domínguez | Rubin Kazaň      |
| 2010 | Daniel Miguel Alves Gomes  | Zenit Petrohrad  |
| 2011 | Seydou Doumbia             | CSKA Moskva      |
| 2012 | Roman Širokov              | Zenit Petrohrad  |
| 2013 | Roman Širokov              | Zenit Petrohrad  |
| 2014 | neznámá vlajka             | neznámá vlajka   |